# Кица (притока Варзуге)
Кица (рус. Кица) река је у Русији која протиче преко југоисточног дела Мурманске области, односно њеног Кољског полуострва. Лева је притока реке Варзуге, у коју се улива на 4. километру њеног тока узводно од ушћа, и део басена Белог мора.
Укупна дужина водотока је 52 km, док је површина сливног подручја око 1.680 km². Свој ток започиње као отока језера Бабозеро. Првих 30 km тока тече у смеру запада, а затим нагло скреће ка југу и тај правац задржава све до ушћа. Обале су доста ниске, деломично замочварене и обрасле углавном боровим шумама. Ток је доста спор, од 0,1 до 1 м/с. У кориту се налазе бројни брзаци и водопади, а највећи Кцки водопад има висину од 4 метра. Ширина речног корита се креће од 35 до 75 метара. У кориту се налази неколико речних острва, а највећа међу њима су Лембетов, Рахман и Ољховец.
Значајно је мрестилиште атлантског лососа. На њеним обалама се не налазе насељена места. Најважније притоке су Јулица и Ромбака.